# گوسول
گوسول (به اسپانیایی: Gósol) یک منطقهٔ مسکونی در اسپانیا است که در برگودا واقع شده‌است. گوسول ۵۶٫۳ کیلومتر مربع مساحت دارد ۱٬۵۰۲ متر بالاتر از سطح دریا واقع شده‌است.